# Marchas de la muerte (Holocausto)
Las marchas de la muerte de los prisioneros de los campos de concentración nazi (en alemán:Todesmärsche von KZ-Häftlingen) fueron las masivas transferencias forzadas de los cautivos a otros destinos durante el Holocausto, lo que implicó caminar largas distancias y provocar numerosas muertes de personas debilitadas. Estas "acciones de limpieza", que fueron realizadas por los guardias de las SS en la fase final de la Segunda Guerra Mundial, principalmente entre el verano y el otoño de 1944, a veces también eran denominadas eufemísticamente como "marchas de evacuación."
Cientos de miles de prisioneros de los campos nazis cerca del frente oriental, en su mayoría judíos, fueron trasladados a campamentos dentro de Alemania lejos de las fuerzas aliadas. Los propósitos eran el de continuar el uso del trabajo esclavo de los prisioneros; eliminar evidencia de crímenes contra la humanidad; y mantener a los prisioneros para negociar con los Aliados. Tras el desalojo de los campamentos, las tropas responsables los incendiaban, para así borrar las evidencias de lo ocurrido allí adentro.
Los prisioneros eran guiados a las estaciones de tren, a menudo un largo trayecto; transportados durante muchos días seguidos sin alimentos ni agua en vagones de carga, para luego forzarlos a marchar nuevamente a un nuevo campamento. Los que se quedaban atrás o caían eran fusilados. La mayor marcha de la muerte tuvo lugar en enero de 1945. Nueve días antes de que el Ejército Rojo soviético llegara al campo de concentración de Auschwitz, los alemanes marcharon con 56.000 prisioneros hacia una estación de tren en Wodzisław, a 56 km de distancia, para ser transportados a otros campos. Alrededor de 15.000 cautivos murieron en el camino.
Anteriormente ocurrieron en varios puntos durante el Holocausto, incluido en 1939 en la provincia de Lublin de Polonia; en 1942 en el Comisariado Imperial de Ucrania; y en el Gobierno General de los territorios polacos ocupados, y entre otoño de 1944 y finales de abril de 1945 cerca del frente soviético, desde los campos de concentración y los campos de prisioneros nazis situados en el Reichsgau, que eran áreas anexadas, a campos de la propia Alemania, lejos del alcance de los Aliados.

## Historia
Hacia el final de la Segunda Guerra Mundial, la Alemania nazi evacuó a una cantidad estimada de entre 10 y 15 millones de personas, la mayoría del este de Prusia y territorios ocupados de Europa Central y del Este. Mientras los Aliados, Reino Unido, Francia y Estados Unidos, avanzaban desde el oeste, la Unión Soviética avanzaba desde el este. Atrapados en el medio, las divisiones de las SS alemanas abandonaron todos los campos de concentración nazis, trasladando o destruyendo la evidencia de las atrocidades que habían cometido. Miles de prisioneros fueron asesinados en los campos antes de que comenzasen las marchas. Estas ejecuciones fueron consideradas crímenes contra la humanidad en los Juicios de Núremberg.
Aunque los prisioneros ya estaban débiles o enfermos, por haber sido sometidos a una violencia rutinaria y perenne, trabajo excesivo e inanición, marcharon por decenas de millares por la nieve hacia las estaciones de tren. Luego, fueron transportados durante días, sin comida, agua o cobijo en vagones diseñados originalmente para ganado. A la llegada a su destino, eran forzados a caminar nuevamente hacia el nuevo campo. Cualquier prisionero que fuera incapaz de seguir, debido a la fatiga o enfermedad, era inmediatamente fusilado en el lugar.
La primera evacuación de los prisioneros de Majdanek comenzó en abril de 1944. Los prisioneros de Kaiserwald fueron transportados a Stutthof o asesinados en agosto. Mittelbau-Dora fue evacuado en abril de 1945. Mientras que en Dachau, los prisioneros fueron trasladados en abril de 1945.
La mayor marcha de la muerte de la Segunda Guerra Mundial tuvo lugar desde Auschwitz-Birkenau a Loslau en enero de 1945.
Las SS mataron a un gran número de prisioneros por inanición antes de las marchas y fusiló a muchos en las marchas por no poder mantener el ritmo. Setecientos prisioneros fueron asesinados durante una marcha de diez días de 7 000 judíos, entre los cuales había 6 000 mujeres, cuando eran trasladados de los campos de la región de Danzig. Los que aún estaban vivos cuando las marchas llegaron a la costa fueron introducidos en el mar Báltico y fusilados.
Elie Wiesel, superviviente del Holocausto y ganador en 1986 del Premio Nobel de la Paz, describió en su libro de 1958 La Noche cómo su padre, Shlomo, fue en una marcha desde Buna a Gleiwitz.

### De Chełm a Hrubieszów, Sokal y Belz
En diciembre de 1939, los judíos varones de Chełm, polacos de entre 16 y 60 años, fueron obligados a realizar una marcha a la cercana ciudad de Hrubieszów. En esa ciudad, los judíos fueron rodeados y forzados a unirse a los judíos de Chełm. Se dividieron en dos grupos en marchas separadas a Sokal y Belz, ambas a través de la frontera moderna entre Polonia y Ucrania. En total, se estima que 2 000 judíos fueron asesinados. Solo hubo un puñado de supervivientes.

### De Lublin a Biała Podlaska y Parczew
En enero de 1940, los alemanes deportaron a un grupo de prisioneros del campo de prisioneros de guerra de Lipowa 7, en Lublin, a Biała Podlaska y después a Parczew. Fueron a pie entre tormentas de nieve y temperaturas de -20 °C. Los prisioneros de guerra que no obedecieron fueron asesinados por los guardias alemanes. Los habitantes de las aldeas cercanas se vieron obligados a recoger y enterrar los cuerpos en fosas comunes. Solo un pequeño grupo de prisioneros sobrevivió a esta marcha de la muerte. Unos pocos pudieron escapar a los bosques y se unieron a los partisanos.

### De Belz a Hrubieszow
A principios de junio de 1942, los judíos concentrados en Belz fueron conducidos a Hrubieszow, a 60 kilómetros. Los que no podían continuar eran asesinados por los guardias de las SS. Todos los supervivientes de esta marcha de la muerte fueron deportados, junto con unos 3 000 judíos de Hrubieszow, al campo de exterminio de Sobibor.

### De Auschwitz a Wodzisław Śląski

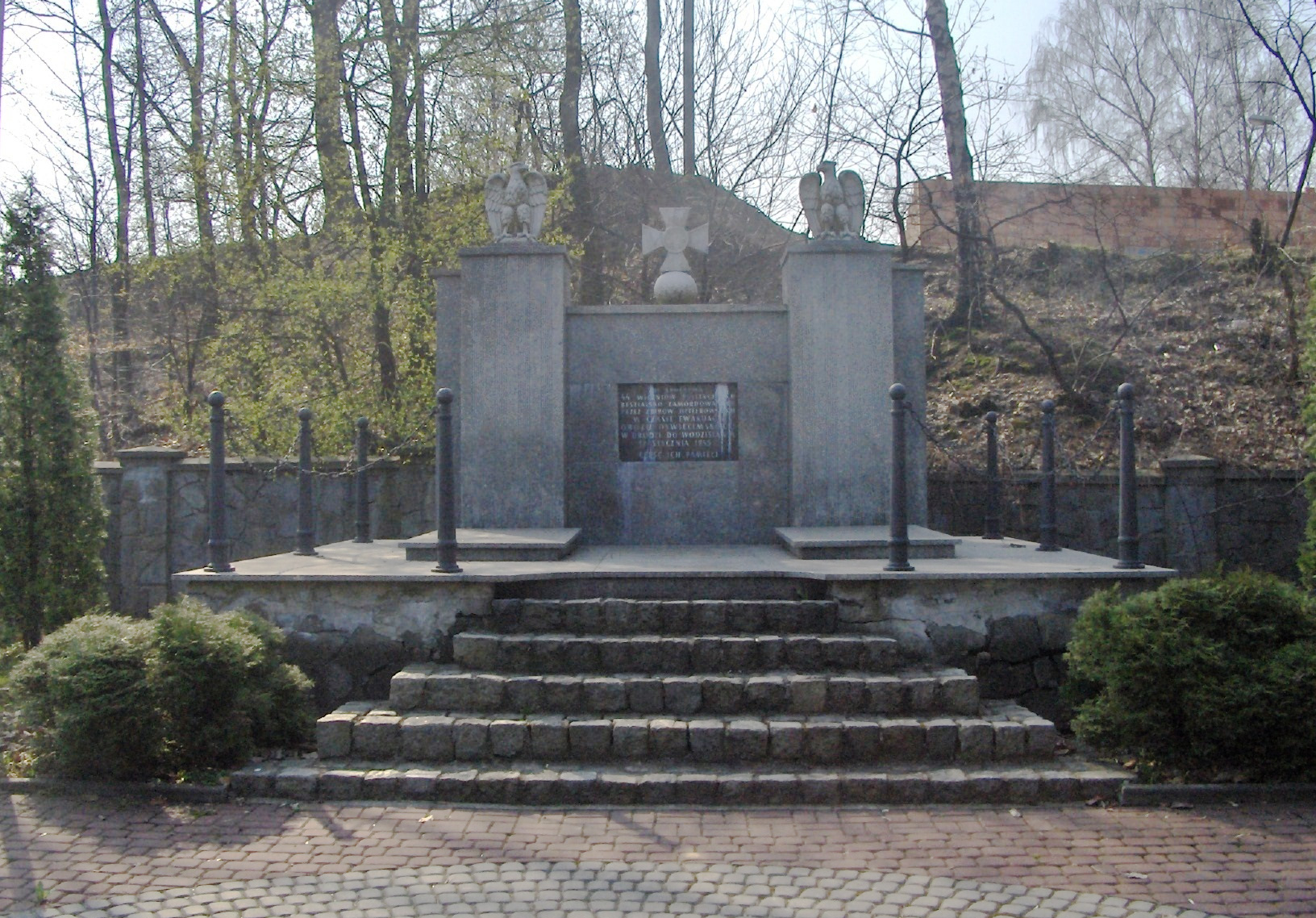
Monumento a la marcha de la muerte del campo de concentración de Auschwitz en Wodzisław Śląski.

La más importante de las marchas de la muerte tuvo lugar a enero de 1945, cuando el ejército soviético avanzó hacia el interior de Polonia. El 17 de enero, se dieron órdenes de evacuar el campo de concentración de Auschwitz y sus subcampos. Entre el 17 y el 21 de enero, las SS tomaron a unos 56 000 prisioneros. Mandó a la mayoría hacia el oeste, a Wodzisław Śląski (en alemán: Loslau), a 63 kilómetros, pero también mandó a algunos hacia el noroeste, hasta Gleiwitz, a 55 kilómetros, y a otros lugares. Se registraron temperaturas de -20 °C e inferiores. Algunos habitantes de la Alta Silesia intentaron ayudar a los prisioneros. Algunos lograron escapar. En estas marchas de la muerte desde Auschwitz murieron entre 9 000 y 15 000 prisioneros. Los supervivientes fueron llevados desde esas ciudades entre trenes de mercancías a otros campos en Alemania.

### De Stutthof a Lauenburg
La evacuación de unos 50 000 prisioneros del complejo del campo de concentración de Stutthof, en el norte de Polonia, comenzó en enero de 1945. Unos 5 000 prisioneros de los subcampos de Stutthof fueron hasta la costa del Mar Báltico, introducidos en el agua y fusilados. El resto de los prisioneros marcharon en dirección a Lauenburg, en el este de Alemania. Fueron interceptados por las fuerzas soviéticas. Los alemanes obligaron a los prisioneros supervivientes a regresar a Stutthof. Miles murieron durante el trayecto por las severas condiciones del invierno y el trato de los guardias de las SS.
A finales de abril de 1945, los prisioneros restantes fueron retirados de Stutthof por mar, ya que estaban completamente rodeados por las fuerzas soviéticas. De nuevo, cientos de prisioneros fueron introducidos en el mar y fusilados. Más de 4 000 fueron enviados en pequeños barcos a Alemania, algunos al campo de concentración de Neuengamme, cerca de Hamburgo, y otros a campos que se encontraban en las cercanías del Báltico. Muchos se ahogaron en el camino. Poco antes de la rendición de Alemania, algunos prisioneros fueron transferidos a Malmö, Suecia, y dejados al cuidado de aquel país neutral. Se estima que más de 25 000 prisioneros murieron, aproximadamente la mitad. Cien prisioneros fueron liberados en Stutthof el 9 de mayo de 1945.

### De Buchenwald a Dachau, Flossenbürg y Theresienstadt
A comienzos de 1945, el campo de concentración de Buchenwald había recibido numerosos prisioneros de campos más al este en territorio tomado por los soviéticos, y las autoridades del campo comenzaron a cerrar los campos de los alrededores de Buchenwald, como los de Apolda y Altenburg, para concentrar a los prisioneros en el campo principal. En abril de 1945, unos 28 000 prisioneros marcharon desde Buchenwald en un viaje de más de 300 kilómetros a través de Jena, Eisenberg, Bad Köstritz y Gera] con destino a los campos de concentración de Dachau, Flossenbürg y Theresienstadt. Los prisioneros restantes de Buchenwald fueron liberados por el Tercer Ejército de los EE. UU el 11 de abril de 1945.

### De Dachau a la frontera austríaca
El 24 de abril de 1945, los campos de trabajo del entorno de Dachau estaban siendo despejados por los nazis ante el avance de las tropas aliadas y unos 15 000 prisioneros fueron los primeros en marchar a Dachau, solo para ser enviados al sur en una marcha de la muerte para cruzar la frontera austríaca. Fueron hacia el sur, recorriendo parte de la costa del Lago de Starnberg, giraron hacia el este en la ciudad de Eurasburg y se dirigieron a Tegernsee. A fines del 2 de mayo de 1945, solo algunos de los 6,000 prisioneros enviados a la marcha de la muerte aún estaban vivos, ya que aquellos con problemas de salud fueron asesinados a tiros mientras caían a lo largo de la ruta. Ese día, cuando los prisioneros que marchaban hacia el este habían pasado por Bad Tölz y se acercaban a Waakirchen, a casi 60 kilómetros al sur de Dachau, varios cientos de ellos yacían en campo abierto con problemas de salud, junto con algunos fallecidos por esto y por la exposición a los elementos, casi todos cubiertos de nieve recién caída. Estos prisioneros fueron vistos por los exploradores avanzados del 522° Batallón de Artillería de Campo del Ejército de los EE. UU., la única de americanos de ascendencia japonesa en Alemania en ese momento, que había liberado, solo unos días antes, el campo de trabajo esclavo Kaufering IV Hurlach en el entorno del campo de Dachau y les habían asistido durante un par de días, hasta que llegó el servicio médico. Debido a la guerra entre Estados Unidos y Japón, se daba la circunstancia de que algunos de los familiares de estos soldados estaban en campos de concentración en territorio estadounidense. Existe un monumento a los rescatados por el  522° Batallón en 47°46′6.15″N 11°38′55.30″E / 47.7683750, 11.6486944, a dos kilómetros del centro de la ciudad de  Waakirchen.

## Imágenes

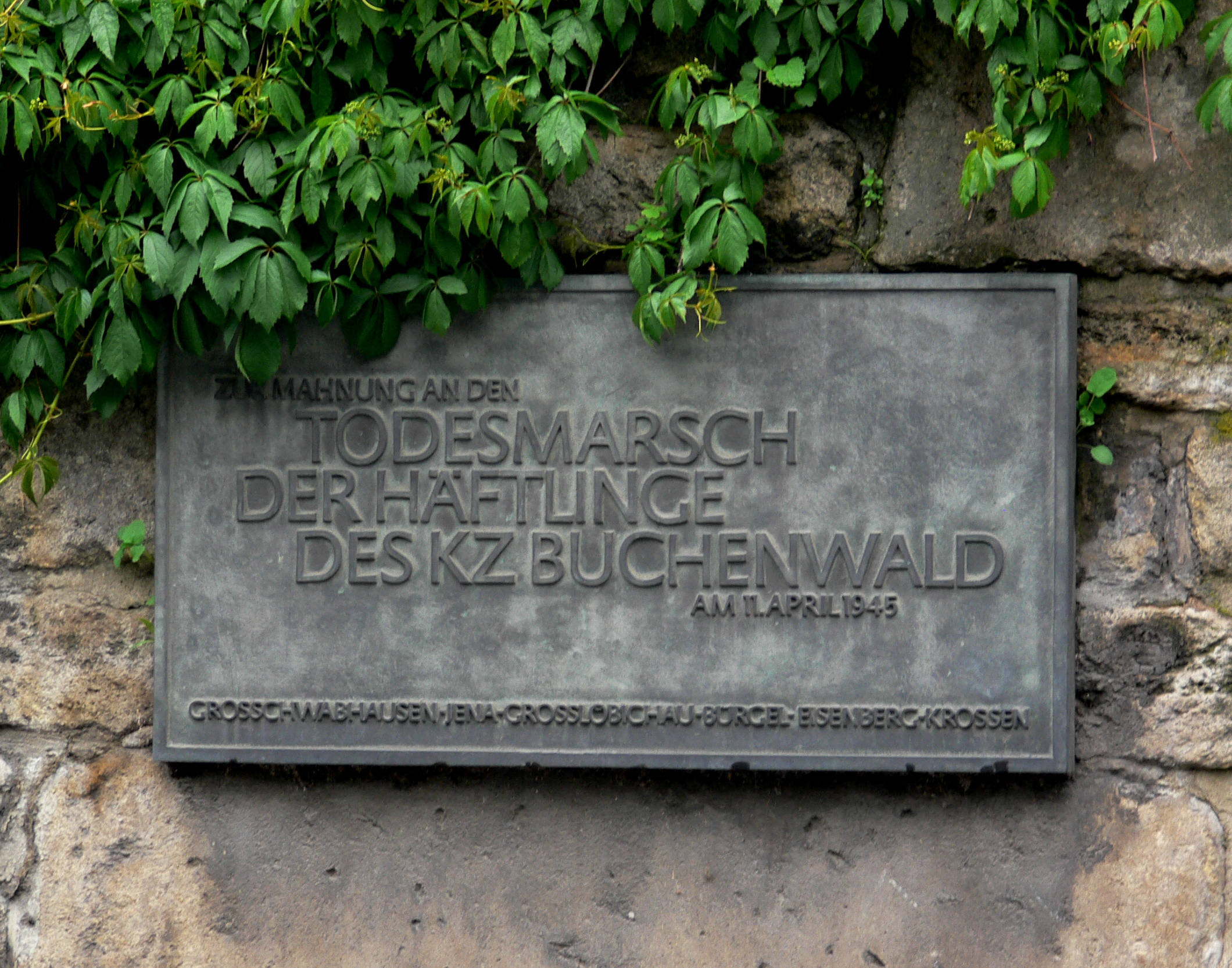
Placa en recuerdo de las víctimas de la marcha de la muerte en Jena.
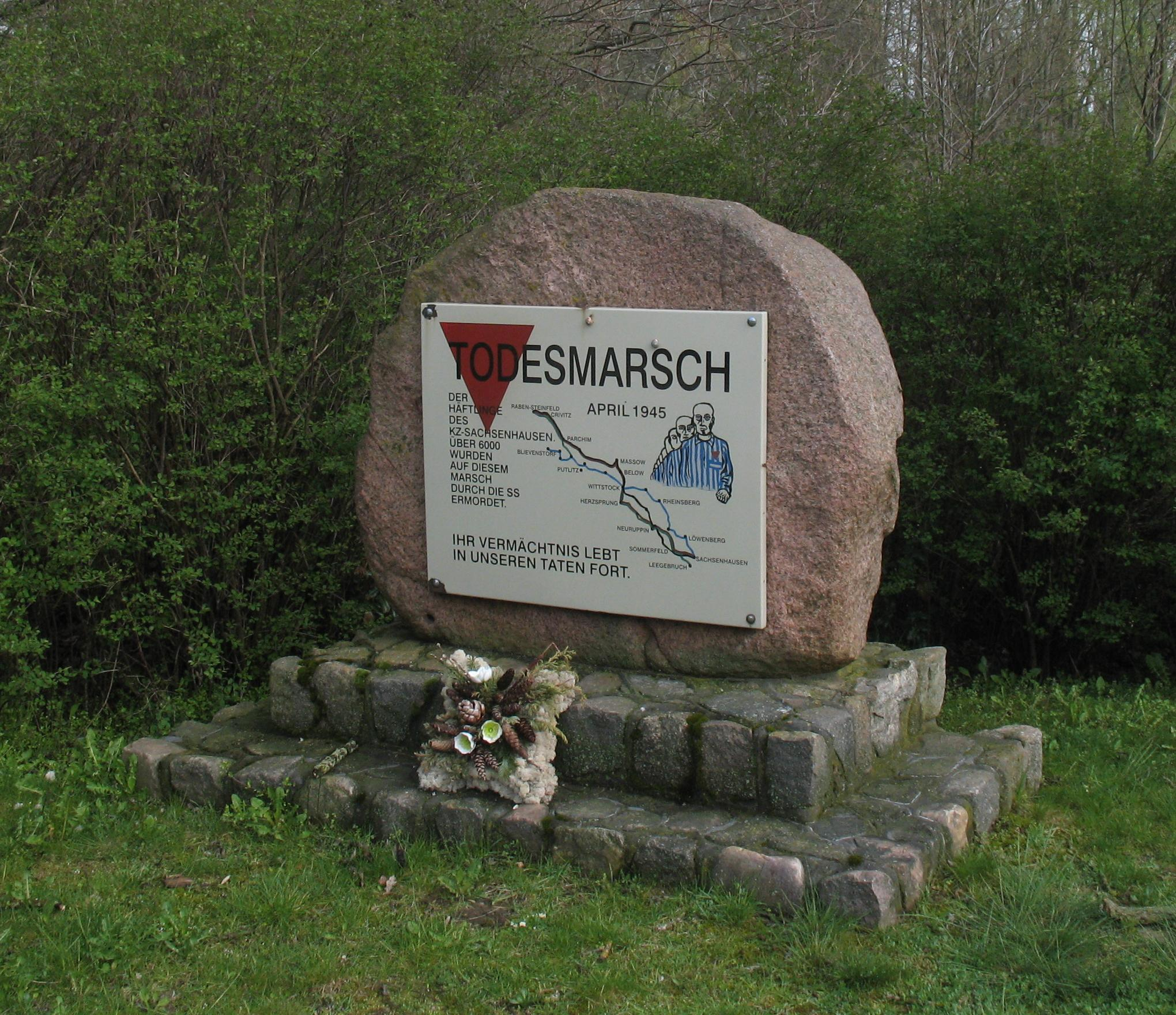
Monumento en Putlitz por la marcha de la muerte del campo de concentración de Sachsenhausen.
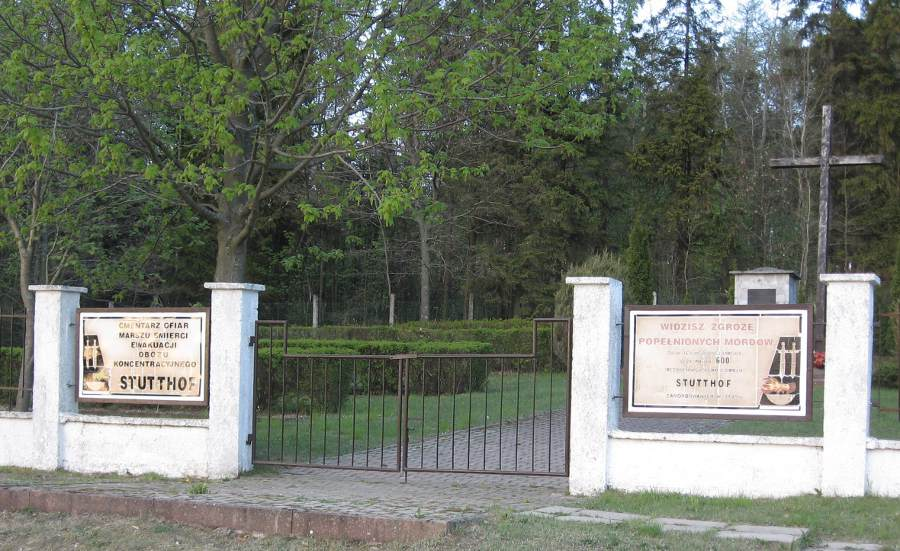
Cementerio del Holocausto en Nawcz para víctimas de la marcha de la muerte del campo de concentración de Stutthof.